# Grevillea murex
Grevillea murex är en tvåhjärtbladig växtart som beskrevs av Mcgill.. Grevillea murex ingår i släktet Grevillea och familjen Proteaceae. Inga underarter finns listade i Catalogue of Life.